# Peter "Fut" Jensen
Peter "Fut" Jensen (født 21. november 1951) er en tidligere dansk atlet fra Holte IF.

## Internationale mesterskaber
- 1978 EM Stangspring 4,90

## Danske mesterskaber i atletik
- Guld 1985  Stangspring 5,00
- Sølv 1983  Stangspring 5,00
- Sølv 1982  Stangspring 4,75
- Guld 1981  Stangspring 4,80
- Guld 1981  Stangspring inde 4,90
- Guld 1980  Stangspring 5,00
- Guld 1980  Stangspring inde 4,90
- Guld 1979  Stangspring 5,05
- Guld 1978  Stangspring 5,00
- Guld 1977  Stangspring 4,70
- Guld 1977  Stangspring inde 4,40
- Sølv 1976  Stangspring 4,60
- Guld 1976  Stangspring inde 4,90
- Guld 1975  Stangspring 4,60
- Bronze 1974  Stangspring 4,70
- Bronze 1971  Stangspring 4,20

## Personlig rekord
- Stangspring: 5,10 15. august 1983